# Winklera afghanica
Winklera afghanica är en korsblommig växtart som först beskrevs av Karl Heinz Rechinger och Mogens Engell Köie, och fick sitt nu gällande namn av Ian Charleson Hedge. Winklera afghanica ingår i släktet Winklera och familjen korsblommiga växter. Inga underarter finns listade i Catalogue of Life.